# Ramón González Valencia
Ramón González Valencia est un militaire et homme d'État colombien, né le 30 octobre 1848 à Chitagá et mort le 2 mars 1928 à Pamplona. Il est président de la République entre le 4 août 1909 et le 7 août 1910.